# Tadashima Akiyama
 (août 2019).
Si vous disposez d'ouvrages ou d'articles de référence ou si vous connaissez des sites web de qualité traitant du thème abordé ici, merci de compléter l'article en donnant les références utiles à sa vérifiabilité et en les liant à la section « Notes et références ».
Tadashima Akiyama, aussi appelé « Akiyama de Tajima » (馬国秋, Tajima-no-kuni Akiyama) était un samouraï japonais de l'époque Azuchi Momoyama originaire de la province de Tajima. Il est connu pour sa défaite face au jeune Miyamoto Musashi, alors âgé de seize ans, qu'il avait ouvertement défié.